# Університет Монпельє
Університет Монпельє (фр. Université de Montpellier) — університет у місті Монпельє (Франція). Університет є членом Коїмбрської групи.

## Структура
На сьогодні складається з трьох університетів:
- Університет Монпельє I (фр. Université Montpellier I) — головні напрямки: право, економіка, адміністрування, екологія, медицина, фармація;
- Університет Монпельє II (фр. Université Montpellier II) — головні напрямки: природничі науки;
- Університет Монпельє III, також Університет Поля Валері (фр. Université Montpellier III, Université Paul-Valéry) — головні напрямки: літературознавство, іноземні мови, гуманітарні та соціальні науки. Кампус розташований поряд з Університетом Монпельє II.

## Історія

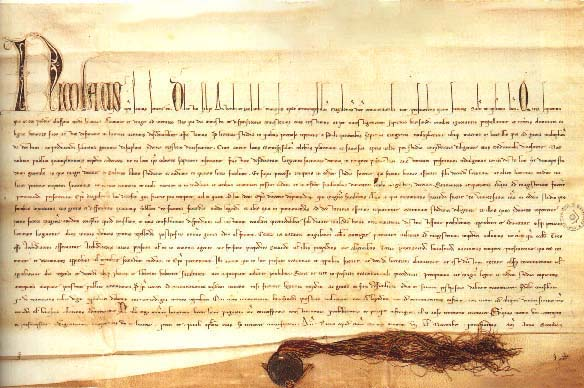
Булла Quia Sapientia 1289 року папи Миколая IV

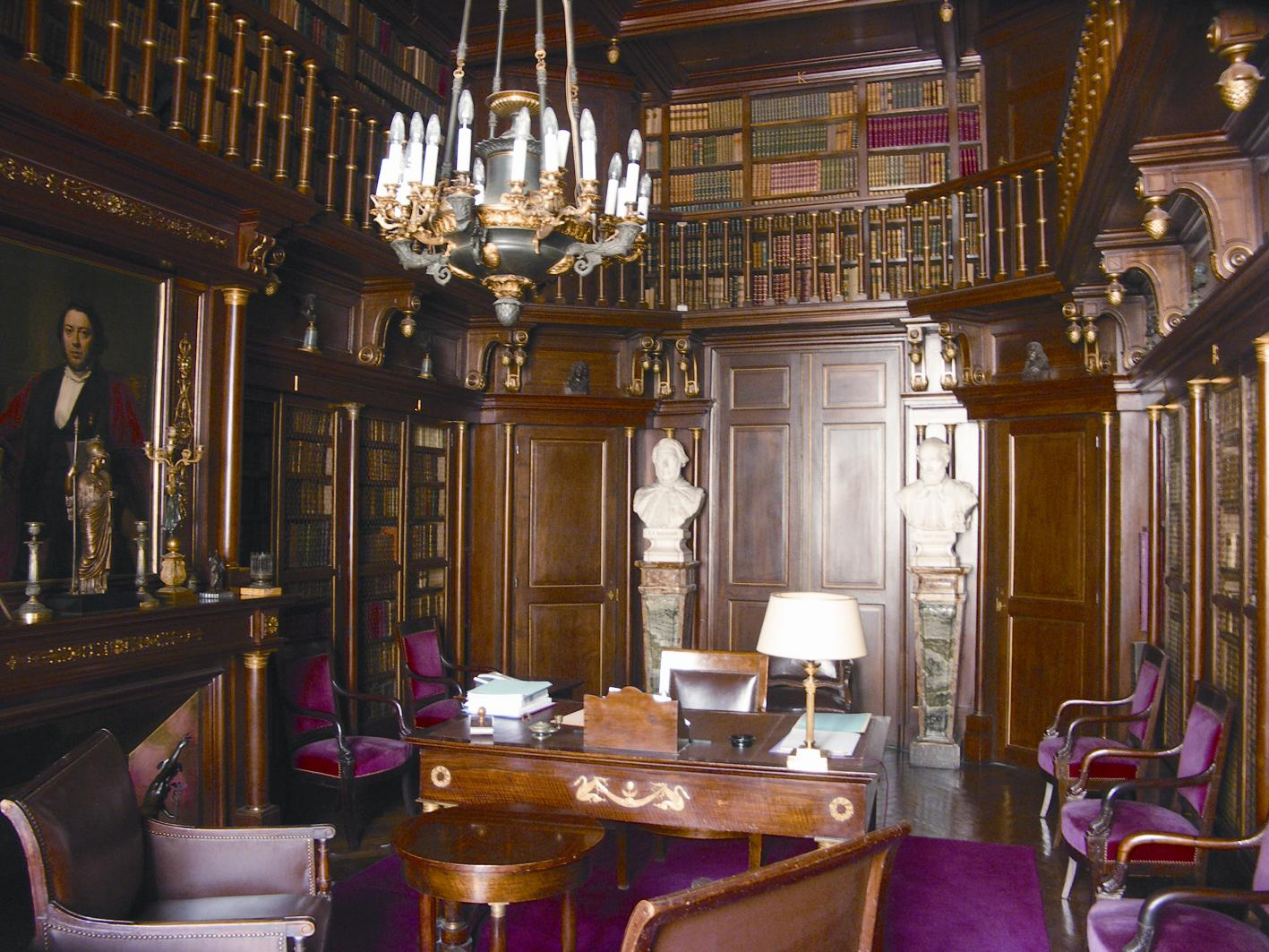
Кабінет декана медичного факультету

Університет Монпельє — один із найстаріших у Франції. У 1180 році Гійом VIII, що був правителем Монпельє, дозволив практикувати й викладати в місті медицину. У 1220 році кардинал Конрад, легат папи Гонорія III, заснував у Монпельє перший у Франції медичний факультет. У 1242 році єпископ Магелона підтвердив статут новоствореної Школи вільних мистецтв (école des arts libéreaux). Близько 1260 року в Монпельє почали організовуватися правники.
Нарешті 1289 року папа римський Миколай IV буллою «Quia Sapientia» проголосив заснування в Монпельє університету. Тут можна було вивчати медицину, право, теологію та філософію.
Невдовзі університет розвинувся до високої школи з неабияким інтелектуальним рівнем. У 1531 році на медичний факультет університету записався гуманіст і письменник Франсуа Рабле.
Гугенотські війни поклали край процвітанню університету. Теологічний факультет було закрито, загалом діяльність університету зосередилася у цей час переважно на медицині. Університет був гідною конкуренцією Сорбонні: більшість особистих лікарів французького короля закінчили саме університет Монпельє.
У часи Французької революції університет було зліквідовано. Проте багато викладачів продовжили викладати підпільно. Та потреба в лікаря змусила вже в 1794 році відкрити три «Школи здоров'я» (фр. Écoles de Santé): у Парижі, Страсбурзі й Монпельє.
1808 року відбулося нове заснування університету, до якого долучили медичний факультет. У 1816 році було засновано факультет літератури. 1838 року — факультет природничих наук, згодом — школу фармації. Юридичний факультет з'явився лише в 1878 році.
Сьогодні університет Монпельє поряд з Паризьким, Тулузьким та університетом Екс-ан-Провансу є одним з найбільших у Франції. На факультетах трьох сучасних університетів навчається понад 60 000 осіб. Таким чином, кожен четвертий мешканець Монпельє — студент.

## Видатні студенти й викладачі

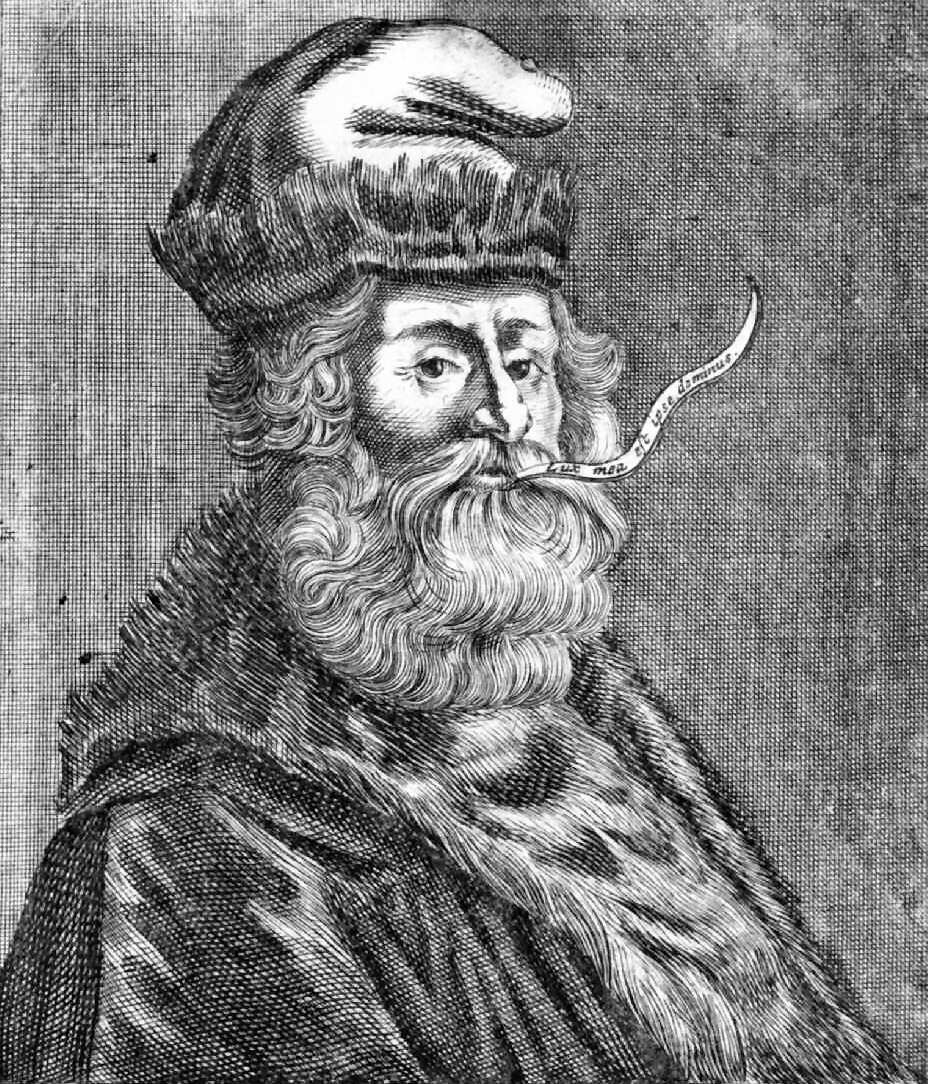
Раймунд Луллій

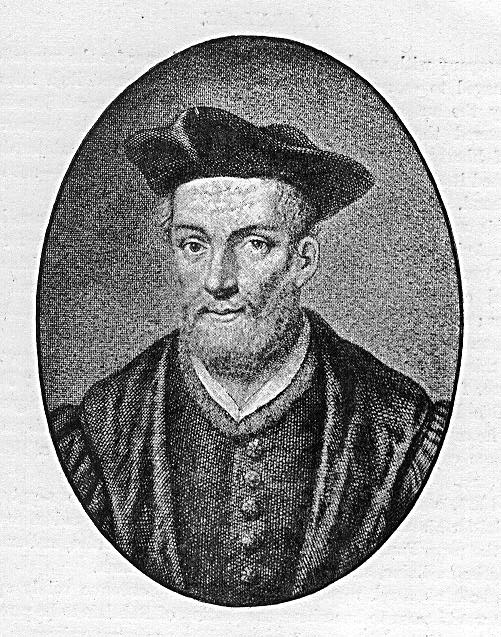
Франсуа Рабле

- Раймунд Луллій (1232—1316) — каталонський філософ, письменник і богослов.
- Арнальдо де Віланова (1238—1311) — каталонський лікар, алхімік, астролог.
- Гійом де Ногаре, професор права з 1287 по 1293 рік.
- Франческо Петрарка — студент права з 1317 по 1320 рік.
- Урбан V — папа римський, навчався в 1342 році.
- Бенедикт XIII (антипапа) — антипапа з 28 вересня 1394 року до смерті.
- Нострадамус, студент медицини з 1529 по 1530 рік.
- Франсуа Рабле, бакалавр медицини з 1530 року.
- Конрад Геснер, студент медицини в 1540—1541 роках.
- Фелікс Платтер, доктор медицини в 1554 році.
- П'єр Ріше де Бельваль, (бл. 1555, 1632), засновник ботанічного саду в Монпельє.
- Томас Браун — англійський лікар і письменник.
- Франсуа Пурфур дю Пті — французький анатом, офтальмолог, хірург.
- Поль Валері, студент права в 1894 році — французький поет і філософ.
- Мішель Анрі — французький письменник і філософ.
- Александр Гротендік, медаль Філдса в 1966 році.
- Саєнко Сергій Валерійович (1972) — український дипломат, Посол України в Марокко.